# Литлдейлия
Литлде́йлия, или Литтледалия (лат. Littledálea), — род травянистых растений семейства Злаки (Poaceae), распространённый в горах Средней и Центральной Азии.
Род назван в честь английского путешественника Сент-Джорджа Литлдейла (1851—1931).

## Ботаническое описание
Многолетние травы, 12—35 см высотой, с ползучими ветвистыми корневищами. Стебли прямостоячие. Листья 1—4 мм шириной, линейные, жёсткие, серо-зеленые.
Соцветие — раскидистая или сжатая метёлка. Колоски многоцветковые, крупные, безостные, плоские, с голой или слабо-шероховатой осью. Колосковые чешуи неравные, заострённые, нижняя с 1 или 3 жилками, верхняя с 3 или 5 (7) жилками, короче нижних цветков, реже почти равны им. Нижние цветковые чешуи эллиптически-ланцетные, тупо-заострённые или на конце изгрызенно-зубчатые, голые или мельчайше опушённые, о многих жилках. Верхние цветковые чешуи ланцетные, двукильные, по килям реснитчатые и на верхушке выемчатые, в 1,5—3 раза короче и значительно уже нижних. Цветковые плёнки неравнобокие, овально-ланцетные или овальные, сильно заострённые, вверху волосистые или слабо реснитчатые. Пыльники длинные, почти равные верхней цветковой чешуе. Завязь в верхней половине волосистая; рыльца почти сидячие, отходят близ самой верхушки завязи с передней её стороны, длинно-перистые.

## Виды
Род включает 4 вида:
- Littledalea alaica (Korsh.) Petrov ex Kom. — Литлдейлия алайская
- Littledalea przevalskyi Tzvelev
- Littledalea racemosa Keng
- Littledalea tibetica Hemsl. typus[1]